# Alicia Alonso
Alicia Alonso, właśc. Alicia Ernestina de la Caridad dei Cobre Martinez Hoya (ur. 21 grudnia 1920 w Hawanie, zm. 17 października 2019 tamże) – kubańska tancerka, choreograf i pedagog. Występowała także jako Alicia Martínez.
Mężem tancerki został jej wcześniejszy nauczyciel, Fernando Alonso. W 1948 oboje założyli narodowy zespół baletowy Kuby. Alicia Alonso była w nim primabaleriną.

## Odznaczenia
- 1974 Order „Héroe Nacional del Trabajo” (Kuba)[3]
- 1981 Order „Félix Varela” (Kuba)[3]

Gwiazda Orderu Orła Azteckiego (Meksyk)
Order Zasługi Duarte, Sáncheza i Melli (Dominikana)
Komandor Orderu Vasco Núñeza de Balboa (Panama)
- 1993 Krzyż Komandorski Orderu Izabeli Katolickiej (Hiszpania)[3]
- 1998 Komandor Orderu Sztuki i Literatury (Francja)[3]
- 2000 Order Joségo Martí (Kuba)[3]
- 2003 Oficer Legii Honorowej (Francja)